# Caiuajara
Caiuajara (il cui nome combina la parola Caiuá Group, luogo della scoperta, con Tapejara, genere affine) è un genere estinto di pterosauro tapejaride vissuto nel Cretaceo superiore, circa 85 milioni di anni fa (Coniaciano-Campaniano), in quello che oggi è il Brasile. L'unica specie ascritta a questo genere è C. dobruskii.

## Descrizione

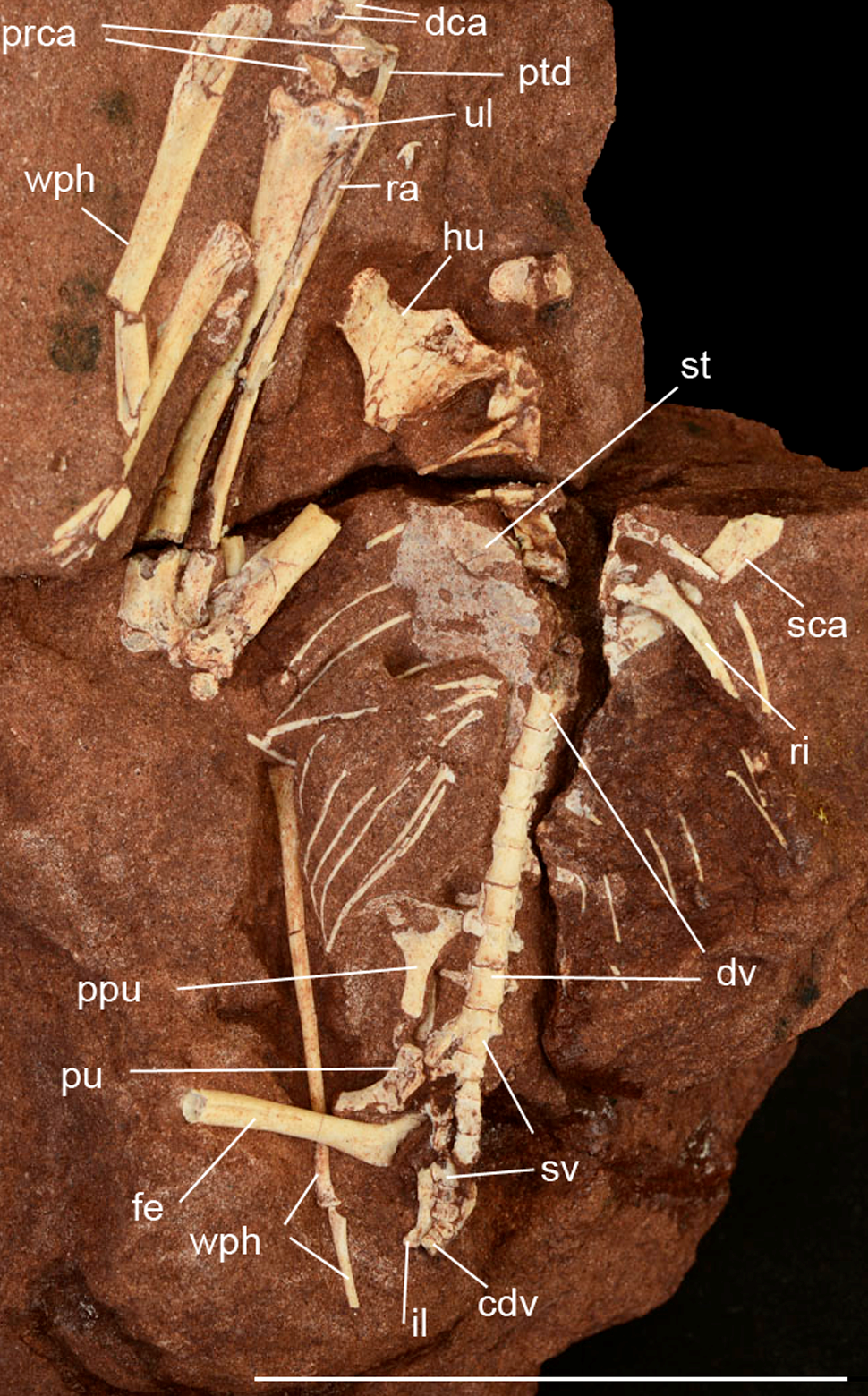
Scheletro articolato di Caiuajara

Il Caiuajara era uno pterosauro di medie dimensioni, con l'individuo più grande scoperto che possedeva un'apertura alare di circa 2,35 metri. Ciò che distingueva l'animale dagli altri pterosauri era la grande testa provvista di un becco senza denti e, negli individui adulti, un'enorme cresta, vagamente simile ad una pinna di squalo, sul capo che partiva dal becco e terminava sul retro della testa, carattere comune in tutti i tapejaridi.
Gli autori della descrizione dell'animale hanno descritto varie autapomorfie. La punta del becco è fortemente orientata verso il basso, di circa 142°-149°, rispetto al bordo della mascella superiore. I rami ascendenti posteriori della praemaxillae sulla loro linea mediana formano un cerchio osseo allungato e sporgente al di sotto nella Fenestra nasoantorbital, ossia la grande apertura del cranio nel lato del muso. Nella parte posteriore superiore concava della sinfisi, i fronti delle ganasce inferiori formano una depressione arrotondata. Il bordo esterno anteriore del quadrato mostra una scanalatura longitudinale. Sotto la parte anteriore della Fenestra nasoantorbitale, dove è presente un'altra depressione sul bordo della mascella superiore.
Inoltre, il Caiuajara mostra una combinazione unica di caratteristiche. Il bordo inferiore della cavità oculare è arrotondato. Nel corso di una occlusione massima, il divario tra la mascella superiore e inferiore è più ampio rispetto ad altri tapejaridi. Il pteroide sulla sua superficie inferiore mostra una depressione cospicua, dove manca l'apertura pneumatica.

## Classificazione

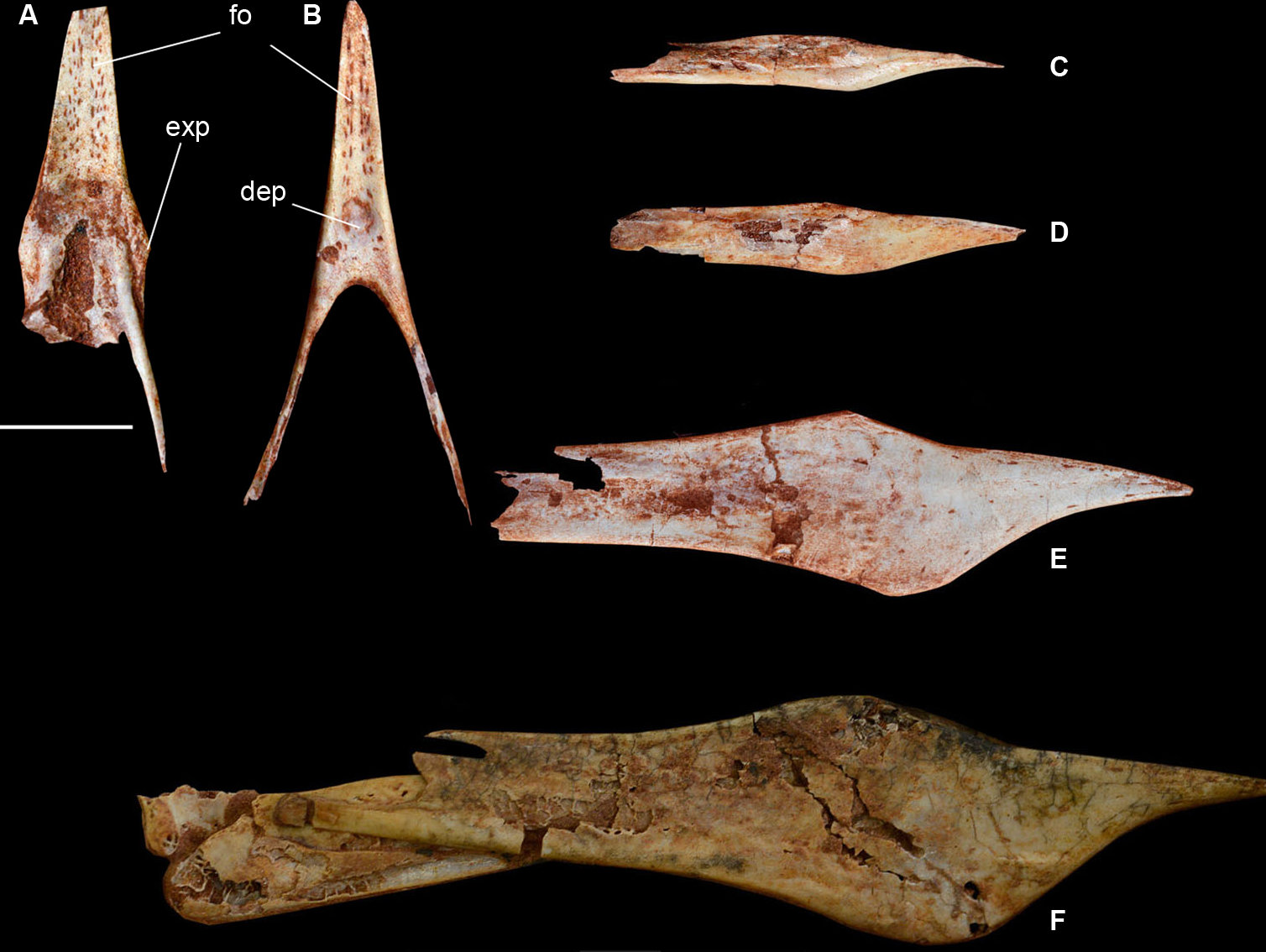
Mandibole fossili di Caiuajara

Il Caiuajara è stato classificato come un tapejaridae, più precisamente come un Tapejarinae. L'animale condivide diversi tratti con gli altri tapejaridi, come la cresta che va dalla punta muso alla parte posteriore della testa; un Fenestra nasoantorbitale allungata che occupa oltre il 40% della lunghezza totale del cranio; e un grande sporgenza sul bordo anteriore della coracoide. Una tipica caratteristica dei tapejarine è la punta muso rivolta verso il basso. Un'analisi cladistica ha dimostrato che il Caiuajara potrebbe essere un sister taxon di Tupandactylus. Il Caiuajara rappresenta il tapejaride geologicamente più giovane finora conosciuto (ad eccezione del possibile tapejaride Bakonydraco) oltre ad essere la specie più meridionale di tutte. Questa espansione del loro areale a dato prova che questi pterosauri avessero una distribuzione globale. Inoltre, il Caiuajara è il primo pterosauro trovato nel sud del Brasile. Un'analisi filogenetica condotta nel 2019 da Kellner (uno dei descrittori di Caiuajara) e colleghi hanno recuperato Caiuajara all'interno della tribù Tapejarini, come il sister taxon del sister taxon di altri tre generi: Europejara, Tapejara e Tupandactylus.
|  | Azhdarchidae      |
|  |                   |
|  | Chaoyangopteridae |
|  |                   |

|  | Thalassodromeus sethi |
|  |                       |
|  | Tupuxuara leonardii   |
|  |                       |

|  | Eopteranodon lii          |
|  |                           |
|  | "Huaxiapterus" benxiensis |
|  |                           |
|  | "Huaxiapterus" corollatus |
|  |                           |
|  | Sinopterus dongi          |
|  |                           |

|  | Europejara olcadesorum  |
|  |                         |
|  | Caiuajara dobruskii     |
|  |                         |
|  | Tapejara wellnhoferi    |
|  |                         |
|  | Tupandactylus imperator |
|  |                         |

|  | Eopteranodon lii          |
|  |                           |
|  | "Huaxiapterus" benxiensis |
|  |                           |
|  | "Huaxiapterus" corollatus |
|  |                           |
|  | Sinopterus dongi          |
|  |                           |

|  | Europejara olcadesorum  |
|  |                         |
|  | Caiuajara dobruskii     |
|  |                         |
|  | Tapejara wellnhoferi    |
|  |                         |
|  | Tupandactylus imperator |
|  |                         |

|  | Eopteranodon lii          |
|  |                           |
|  | "Huaxiapterus" benxiensis |
|  |                           |
|  | "Huaxiapterus" corollatus |
|  |                           |
|  | Sinopterus dongi          |
|  |                           |

|  | Europejara olcadesorum  |
|  |                         |
|  | Caiuajara dobruskii     |
|  |                         |
|  | Tapejara wellnhoferi    |
|  |                         |
|  | Tupandactylus imperator |
|  |                         |

|  | Eopteranodon lii          |
|  |                           |
|  | "Huaxiapterus" benxiensis |
|  |                           |
|  | "Huaxiapterus" corollatus |
|  |                           |
|  | Sinopterus dongi          |
|  |                           |

|  | Europejara olcadesorum  |
|  |                         |
|  | Caiuajara dobruskii     |
|  |                         |
|  | Tapejara wellnhoferi    |
|  |                         |
|  | Tupandactylus imperator |
|  |                         |

|  | Eopteranodon lii          |
|  |                           |
|  | "Huaxiapterus" benxiensis |
|  |                           |
|  | "Huaxiapterus" corollatus |
|  |                           |
|  | Sinopterus dongi          |
|  |                           |

|  | Europejara olcadesorum  |
|  |                         |
|  | Caiuajara dobruskii     |
|  |                         |
|  | Tapejara wellnhoferi    |
|  |                         |
|  | Tupandactylus imperator |
|  |                         |

|  | Eopteranodon lii          |
|  |                           |
|  | "Huaxiapterus" benxiensis |
|  |                           |
|  | "Huaxiapterus" corollatus |
|  |                           |
|  | Sinopterus dongi          |
|  |                           |

|  | Europejara olcadesorum  |
|  |                         |
|  | Caiuajara dobruskii     |
|  |                         |
|  | Tapejara wellnhoferi    |
|  |                         |
|  | Tupandactylus imperator |
|  |                         |

|  | Eopteranodon lii          |
|  |                           |
|  | "Huaxiapterus" benxiensis |
|  |                           |
|  | "Huaxiapterus" corollatus |
|  |                           |
|  | Sinopterus dongi          |
|  |                           |

|  | Europejara olcadesorum  |
|  |                         |
|  | Caiuajara dobruskii     |
|  |                         |
|  | Tapejara wellnhoferi    |
|  |                         |
|  | Tupandactylus imperator |
|  |                         |

|  | Eopteranodon lii          |
|  |                           |
|  | "Huaxiapterus" benxiensis |
|  |                           |
|  | "Huaxiapterus" corollatus |
|  |                           |
|  | Sinopterus dongi          |
|  |                           |

|  | Europejara olcadesorum  |
|  |                         |
|  | Caiuajara dobruskii     |
|  |                         |
|  | Tapejara wellnhoferi    |
|  |                         |
|  | Tupandactylus imperator |
|  |                         |

|  | Thalassodromeus sethi |
|  |                       |
|  | Tupuxuara leonardii   |
|  |                       |

|  | Eopteranodon lii          |
|  |                           |
|  | "Huaxiapterus" benxiensis |
|  |                           |
|  | "Huaxiapterus" corollatus |
|  |                           |
|  | Sinopterus dongi          |
|  |                           |

|  | Europejara olcadesorum  |
|  |                         |
|  | Caiuajara dobruskii     |
|  |                         |
|  | Tapejara wellnhoferi    |
|  |                         |
|  | Tupandactylus imperator |
|  |                         |

|  | Eopteranodon lii          |
|  |                           |
|  | "Huaxiapterus" benxiensis |
|  |                           |
|  | "Huaxiapterus" corollatus |
|  |                           |
|  | Sinopterus dongi          |
|  |                           |

|  | Europejara olcadesorum  |
|  |                         |
|  | Caiuajara dobruskii     |
|  |                         |
|  | Tapejara wellnhoferi    |
|  |                         |
|  | Tupandactylus imperator |
|  |                         |

|  | Eopteranodon lii          |
|  |                           |
|  | "Huaxiapterus" benxiensis |
|  |                           |
|  | "Huaxiapterus" corollatus |
|  |                           |
|  | Sinopterus dongi          |
|  |                           |

|  | Europejara olcadesorum  |
|  |                         |
|  | Caiuajara dobruskii     |
|  |                         |
|  | Tapejara wellnhoferi    |
|  |                         |
|  | Tupandactylus imperator |
|  |                         |

|  | Eopteranodon lii          |
|  |                           |
|  | "Huaxiapterus" benxiensis |
|  |                           |
|  | "Huaxiapterus" corollatus |
|  |                           |
|  | Sinopterus dongi          |
|  |                           |

|  | Europejara olcadesorum  |
|  |                         |
|  | Caiuajara dobruskii     |
|  |                         |
|  | Tapejara wellnhoferi    |
|  |                         |
|  | Tupandactylus imperator |
|  |                         |

|  | Eopteranodon lii          |
|  |                           |
|  | "Huaxiapterus" benxiensis |
|  |                           |
|  | "Huaxiapterus" corollatus |
|  |                           |
|  | Sinopterus dongi          |
|  |                           |

|  | Europejara olcadesorum  |
|  |                         |
|  | Caiuajara dobruskii     |
|  |                         |
|  | Tapejara wellnhoferi    |
|  |                         |
|  | Tupandactylus imperator |
|  |                         |

|  | Eopteranodon lii          |
|  |                           |
|  | "Huaxiapterus" benxiensis |
|  |                           |
|  | "Huaxiapterus" corollatus |
|  |                           |
|  | Sinopterus dongi          |
|  |                           |

|  | Europejara olcadesorum  |
|  |                         |
|  | Caiuajara dobruskii     |
|  |                         |
|  | Tapejara wellnhoferi    |
|  |                         |
|  | Tupandactylus imperator |
|  |                         |

|  | Eopteranodon lii          |
|  |                           |
|  | "Huaxiapterus" benxiensis |
|  |                           |
|  | "Huaxiapterus" corollatus |
|  |                           |
|  | Sinopterus dongi          |
|  |                           |

|  | Europejara olcadesorum  |
|  |                         |
|  | Caiuajara dobruskii     |
|  |                         |
|  | Tapejara wellnhoferi    |
|  |                         |
|  | Tupandactylus imperator |
|  |                         |

|  | Eopteranodon lii          |
|  |                           |
|  | "Huaxiapterus" benxiensis |
|  |                           |
|  | "Huaxiapterus" corollatus |
|  |                           |
|  | Sinopterus dongi          |
|  |                           |

|  | Europejara olcadesorum  |
|  |                         |
|  | Caiuajara dobruskii     |
|  |                         |
|  | Tapejara wellnhoferi    |
|  |                         |
|  | Tupandactylus imperator |
|  |                         |

|  | Thalassodromeus sethi |
|  |                       |
|  | Tupuxuara leonardii   |
|  |                       |

|  | Eopteranodon lii          |
|  |                           |
|  | "Huaxiapterus" benxiensis |
|  |                           |
|  | "Huaxiapterus" corollatus |
|  |                           |
|  | Sinopterus dongi          |
|  |                           |

|  | Europejara olcadesorum  |
|  |                         |
|  | Caiuajara dobruskii     |
|  |                         |
|  | Tapejara wellnhoferi    |
|  |                         |
|  | Tupandactylus imperator |
|  |                         |

|  | Eopteranodon lii          |
|  |                           |
|  | "Huaxiapterus" benxiensis |
|  |                           |
|  | "Huaxiapterus" corollatus |
|  |                           |
|  | Sinopterus dongi          |
|  |                           |

|  | Europejara olcadesorum  |
|  |                         |
|  | Caiuajara dobruskii     |
|  |                         |
|  | Tapejara wellnhoferi    |
|  |                         |
|  | Tupandactylus imperator |
|  |                         |

|  | Eopteranodon lii          |
|  |                           |
|  | "Huaxiapterus" benxiensis |
|  |                           |
|  | "Huaxiapterus" corollatus |
|  |                           |
|  | Sinopterus dongi          |
|  |                           |

|  | Europejara olcadesorum  |
|  |                         |
|  | Caiuajara dobruskii     |
|  |                         |
|  | Tapejara wellnhoferi    |
|  |                         |
|  | Tupandactylus imperator |
|  |                         |

|  | Eopteranodon lii          |
|  |                           |
|  | "Huaxiapterus" benxiensis |
|  |                           |
|  | "Huaxiapterus" corollatus |
|  |                           |
|  | Sinopterus dongi          |
|  |                           |

|  | Europejara olcadesorum  |
|  |                         |
|  | Caiuajara dobruskii     |
|  |                         |
|  | Tapejara wellnhoferi    |
|  |                         |
|  | Tupandactylus imperator |
|  |                         |

|  | Eopteranodon lii          |
|  |                           |
|  | "Huaxiapterus" benxiensis |
|  |                           |
|  | "Huaxiapterus" corollatus |
|  |                           |
|  | Sinopterus dongi          |
|  |                           |

|  | Europejara olcadesorum  |
|  |                         |
|  | Caiuajara dobruskii     |
|  |                         |
|  | Tapejara wellnhoferi    |
|  |                         |
|  | Tupandactylus imperator |
|  |                         |

|  | Eopteranodon lii          |
|  |                           |
|  | "Huaxiapterus" benxiensis |
|  |                           |
|  | "Huaxiapterus" corollatus |
|  |                           |
|  | Sinopterus dongi          |
|  |                           |

|  | Europejara olcadesorum  |
|  |                         |
|  | Caiuajara dobruskii     |
|  |                         |
|  | Tapejara wellnhoferi    |
|  |                         |
|  | Tupandactylus imperator |
|  |                         |

|  | Eopteranodon lii          |
|  |                           |
|  | "Huaxiapterus" benxiensis |
|  |                           |
|  | "Huaxiapterus" corollatus |
|  |                           |
|  | Sinopterus dongi          |
|  |                           |

|  | Europejara olcadesorum  |
|  |                         |
|  | Caiuajara dobruskii     |
|  |                         |
|  | Tapejara wellnhoferi    |
|  |                         |
|  | Tupandactylus imperator |
|  |                         |

|  | Eopteranodon lii          |
|  |                           |
|  | "Huaxiapterus" benxiensis |
|  |                           |
|  | "Huaxiapterus" corollatus |
|  |                           |
|  | Sinopterus dongi          |
|  |                           |

|  | Europejara olcadesorum  |
|  |                         |
|  | Caiuajara dobruskii     |
|  |                         |
|  | Tapejara wellnhoferi    |
|  |                         |
|  | Tupandactylus imperator |
|  |                         |

|  | Thalassodromeus sethi |
|  |                       |
|  | Tupuxuara leonardii   |
|  |                       |

|  | Eopteranodon lii          |
|  |                           |
|  | "Huaxiapterus" benxiensis |
|  |                           |
|  | "Huaxiapterus" corollatus |
|  |                           |
|  | Sinopterus dongi          |
|  |                           |

|  | Europejara olcadesorum  |
|  |                         |
|  | Caiuajara dobruskii     |
|  |                         |
|  | Tapejara wellnhoferi    |
|  |                         |
|  | Tupandactylus imperator |
|  |                         |

|  | Eopteranodon lii          |
|  |                           |
|  | "Huaxiapterus" benxiensis |
|  |                           |
|  | "Huaxiapterus" corollatus |
|  |                           |
|  | Sinopterus dongi          |
|  |                           |

|  | Europejara olcadesorum  |
|  |                         |
|  | Caiuajara dobruskii     |
|  |                         |
|  | Tapejara wellnhoferi    |
|  |                         |
|  | Tupandactylus imperator |
|  |                         |

|  | Eopteranodon lii          |
|  |                           |
|  | "Huaxiapterus" benxiensis |
|  |                           |
|  | "Huaxiapterus" corollatus |
|  |                           |
|  | Sinopterus dongi          |
|  |                           |

|  | Europejara olcadesorum  |
|  |                         |
|  | Caiuajara dobruskii     |
|  |                         |
|  | Tapejara wellnhoferi    |
|  |                         |
|  | Tupandactylus imperator |
|  |                         |

|  | Eopteranodon lii          |
|  |                           |
|  | "Huaxiapterus" benxiensis |
|  |                           |
|  | "Huaxiapterus" corollatus |
|  |                           |
|  | Sinopterus dongi          |
|  |                           |

|  | Europejara olcadesorum  |
|  |                         |
|  | Caiuajara dobruskii     |
|  |                         |
|  | Tapejara wellnhoferi    |
|  |                         |
|  | Tupandactylus imperator |
|  |                         |

|  | Eopteranodon lii          |
|  |                           |
|  | "Huaxiapterus" benxiensis |
|  |                           |
|  | "Huaxiapterus" corollatus |
|  |                           |
|  | Sinopterus dongi          |
|  |                           |

|  | Europejara olcadesorum  |
|  |                         |
|  | Caiuajara dobruskii     |
|  |                         |
|  | Tapejara wellnhoferi    |
|  |                         |
|  | Tupandactylus imperator |
|  |                         |

|  | Eopteranodon lii          |
|  |                           |
|  | "Huaxiapterus" benxiensis |
|  |                           |
|  | "Huaxiapterus" corollatus |
|  |                           |
|  | Sinopterus dongi          |
|  |                           |

|  | Europejara olcadesorum  |
|  |                         |
|  | Caiuajara dobruskii     |
|  |                         |
|  | Tapejara wellnhoferi    |
|  |                         |
|  | Tupandactylus imperator |
|  |                         |

|  | Eopteranodon lii          |
|  |                           |
|  | "Huaxiapterus" benxiensis |
|  |                           |
|  | "Huaxiapterus" corollatus |
|  |                           |
|  | Sinopterus dongi          |
|  |                           |

|  | Europejara olcadesorum  |
|  |                         |
|  | Caiuajara dobruskii     |
|  |                         |
|  | Tapejara wellnhoferi    |
|  |                         |
|  | Tupandactylus imperator |
|  |                         |

|  | Eopteranodon lii          |
|  |                           |
|  | "Huaxiapterus" benxiensis |
|  |                           |
|  | "Huaxiapterus" corollatus |
|  |                           |
|  | Sinopterus dongi          |
|  |                           |

|  | Europejara olcadesorum  |
|  |                         |
|  | Caiuajara dobruskii     |
|  |                         |
|  | Tapejara wellnhoferi    |
|  |                         |
|  | Tupandactylus imperator |
|  |                         |

|  | Azhdarchidae      |
|  |                   |
|  | Chaoyangopteridae |
|  |                   |

|  | Thalassodromeus sethi |
|  |                       |
|  | Tupuxuara leonardii   |
|  |                       |

|  | Eopteranodon lii          |
|  |                           |
|  | "Huaxiapterus" benxiensis |
|  |                           |
|  | "Huaxiapterus" corollatus |
|  |                           |
|  | Sinopterus dongi          |
|  |                           |

|  | Europejara olcadesorum  |
|  |                         |
|  | Caiuajara dobruskii     |
|  |                         |
|  | Tapejara wellnhoferi    |
|  |                         |
|  | Tupandactylus imperator |
|  |                         |

|  | Eopteranodon lii          |
|  |                           |
|  | "Huaxiapterus" benxiensis |
|  |                           |
|  | "Huaxiapterus" corollatus |
|  |                           |
|  | Sinopterus dongi          |
|  |                           |

|  | Europejara olcadesorum  |
|  |                         |
|  | Caiuajara dobruskii     |
|  |                         |
|  | Tapejara wellnhoferi    |
|  |                         |
|  | Tupandactylus imperator |
|  |                         |

|  | Eopteranodon lii          |
|  |                           |
|  | "Huaxiapterus" benxiensis |
|  |                           |
|  | "Huaxiapterus" corollatus |
|  |                           |
|  | Sinopterus dongi          |
|  |                           |

|  | Europejara olcadesorum  |
|  |                         |
|  | Caiuajara dobruskii     |
|  |                         |
|  | Tapejara wellnhoferi    |
|  |                         |
|  | Tupandactylus imperator |
|  |                         |

|  | Eopteranodon lii          |
|  |                           |
|  | "Huaxiapterus" benxiensis |
|  |                           |
|  | "Huaxiapterus" corollatus |
|  |                           |
|  | Sinopterus dongi          |
|  |                           |

|  | Europejara olcadesorum  |
|  |                         |
|  | Caiuajara dobruskii     |
|  |                         |
|  | Tapejara wellnhoferi    |
|  |                         |
|  | Tupandactylus imperator |
|  |                         |

|  | Eopteranodon lii          |
|  |                           |
|  | "Huaxiapterus" benxiensis |
|  |                           |
|  | "Huaxiapterus" corollatus |
|  |                           |
|  | Sinopterus dongi          |
|  |                           |

|  | Europejara olcadesorum  |
|  |                         |
|  | Caiuajara dobruskii     |
|  |                         |
|  | Tapejara wellnhoferi    |
|  |                         |
|  | Tupandactylus imperator |
|  |                         |

|  | Eopteranodon lii          |
|  |                           |
|  | "Huaxiapterus" benxiensis |
|  |                           |
|  | "Huaxiapterus" corollatus |
|  |                           |
|  | Sinopterus dongi          |
|  |                           |

|  | Europejara olcadesorum  |
|  |                         |
|  | Caiuajara dobruskii     |
|  |                         |
|  | Tapejara wellnhoferi    |
|  |                         |
|  | Tupandactylus imperator |
|  |                         |

|  | Eopteranodon lii          |
|  |                           |
|  | "Huaxiapterus" benxiensis |
|  |                           |
|  | "Huaxiapterus" corollatus |
|  |                           |
|  | Sinopterus dongi          |
|  |                           |

|  | Europejara olcadesorum  |
|  |                         |
|  | Caiuajara dobruskii     |
|  |                         |
|  | Tapejara wellnhoferi    |
|  |                         |
|  | Tupandactylus imperator |
|  |                         |

|  | Eopteranodon lii          |
|  |                           |
|  | "Huaxiapterus" benxiensis |
|  |                           |
|  | "Huaxiapterus" corollatus |
|  |                           |
|  | Sinopterus dongi          |
|  |                           |

|  | Europejara olcadesorum  |
|  |                         |
|  | Caiuajara dobruskii     |
|  |                         |
|  | Tapejara wellnhoferi    |
|  |                         |
|  | Tupandactylus imperator |
|  |                         |

|  | Thalassodromeus sethi |
|  |                       |
|  | Tupuxuara leonardii   |
|  |                       |

|  | Eopteranodon lii          |
|  |                           |
|  | "Huaxiapterus" benxiensis |
|  |                           |
|  | "Huaxiapterus" corollatus |
|  |                           |
|  | Sinopterus dongi          |
|  |                           |

|  | Europejara olcadesorum  |
|  |                         |
|  | Caiuajara dobruskii     |
|  |                         |
|  | Tapejara wellnhoferi    |
|  |                         |
|  | Tupandactylus imperator |
|  |                         |

|  | Eopteranodon lii          |
|  |                           |
|  | "Huaxiapterus" benxiensis |
|  |                           |
|  | "Huaxiapterus" corollatus |
|  |                           |
|  | Sinopterus dongi          |
|  |                           |

|  | Europejara olcadesorum  |
|  |                         |
|  | Caiuajara dobruskii     |
|  |                         |
|  | Tapejara wellnhoferi    |
|  |                         |
|  | Tupandactylus imperator |
|  |                         |

|  | Eopteranodon lii          |
|  |                           |
|  | "Huaxiapterus" benxiensis |
|  |                           |
|  | "Huaxiapterus" corollatus |
|  |                           |
|  | Sinopterus dongi          |
|  |                           |

|  | Europejara olcadesorum  |
|  |                         |
|  | Caiuajara dobruskii     |
|  |                         |
|  | Tapejara wellnhoferi    |
|  |                         |
|  | Tupandactylus imperator |
|  |                         |

|  | Eopteranodon lii          |
|  |                           |
|  | "Huaxiapterus" benxiensis |
|  |                           |
|  | "Huaxiapterus" corollatus |
|  |                           |
|  | Sinopterus dongi          |
|  |                           |

|  | Europejara olcadesorum  |
|  |                         |
|  | Caiuajara dobruskii     |
|  |                         |
|  | Tapejara wellnhoferi    |
|  |                         |
|  | Tupandactylus imperator |
|  |                         |

|  | Eopteranodon lii          |
|  |                           |
|  | "Huaxiapterus" benxiensis |
|  |                           |
|  | "Huaxiapterus" corollatus |
|  |                           |
|  | Sinopterus dongi          |
|  |                           |

|  | Europejara olcadesorum  |
|  |                         |
|  | Caiuajara dobruskii     |
|  |                         |
|  | Tapejara wellnhoferi    |
|  |                         |
|  | Tupandactylus imperator |
|  |                         |

|  | Eopteranodon lii          |
|  |                           |
|  | "Huaxiapterus" benxiensis |
|  |                           |
|  | "Huaxiapterus" corollatus |
|  |                           |
|  | Sinopterus dongi          |
|  |                           |

|  | Europejara olcadesorum  |
|  |                         |
|  | Caiuajara dobruskii     |
|  |                         |
|  | Tapejara wellnhoferi    |
|  |                         |
|  | Tupandactylus imperator |
|  |                         |

|  | Eopteranodon lii          |
|  |                           |
|  | "Huaxiapterus" benxiensis |
|  |                           |
|  | "Huaxiapterus" corollatus |
|  |                           |
|  | Sinopterus dongi          |
|  |                           |

|  | Europejara olcadesorum  |
|  |                         |
|  | Caiuajara dobruskii     |
|  |                         |
|  | Tapejara wellnhoferi    |
|  |                         |
|  | Tupandactylus imperator |
|  |                         |

|  | Eopteranodon lii          |
|  |                           |
|  | "Huaxiapterus" benxiensis |
|  |                           |
|  | "Huaxiapterus" corollatus |
|  |                           |
|  | Sinopterus dongi          |
|  |                           |

|  | Europejara olcadesorum  |
|  |                         |
|  | Caiuajara dobruskii     |
|  |                         |
|  | Tapejara wellnhoferi    |
|  |                         |
|  | Tupandactylus imperator |
|  |                         |

|  | Thalassodromeus sethi |
|  |                       |
|  | Tupuxuara leonardii   |
|  |                       |

|  | Eopteranodon lii          |
|  |                           |
|  | "Huaxiapterus" benxiensis |
|  |                           |
|  | "Huaxiapterus" corollatus |
|  |                           |
|  | Sinopterus dongi          |
|  |                           |

|  | Europejara olcadesorum  |
|  |                         |
|  | Caiuajara dobruskii     |
|  |                         |
|  | Tapejara wellnhoferi    |
|  |                         |
|  | Tupandactylus imperator |
|  |                         |

|  | Eopteranodon lii          |
|  |                           |
|  | "Huaxiapterus" benxiensis |
|  |                           |
|  | "Huaxiapterus" corollatus |
|  |                           |
|  | Sinopterus dongi          |
|  |                           |

|  | Europejara olcadesorum  |
|  |                         |
|  | Caiuajara dobruskii     |
|  |                         |
|  | Tapejara wellnhoferi    |
|  |                         |
|  | Tupandactylus imperator |
|  |                         |

|  | Eopteranodon lii          |
|  |                           |
|  | "Huaxiapterus" benxiensis |
|  |                           |
|  | "Huaxiapterus" corollatus |
|  |                           |
|  | Sinopterus dongi          |
|  |                           |

|  | Europejara olcadesorum  |
|  |                         |
|  | Caiuajara dobruskii     |
|  |                         |
|  | Tapejara wellnhoferi    |
|  |                         |
|  | Tupandactylus imperator |
|  |                         |

|  | Eopteranodon lii          |
|  |                           |
|  | "Huaxiapterus" benxiensis |
|  |                           |
|  | "Huaxiapterus" corollatus |
|  |                           |
|  | Sinopterus dongi          |
|  |                           |

|  | Europejara olcadesorum  |
|  |                         |
|  | Caiuajara dobruskii     |
|  |                         |
|  | Tapejara wellnhoferi    |
|  |                         |
|  | Tupandactylus imperator |
|  |                         |

|  | Eopteranodon lii          |
|  |                           |
|  | "Huaxiapterus" benxiensis |
|  |                           |
|  | "Huaxiapterus" corollatus |
|  |                           |
|  | Sinopterus dongi          |
|  |                           |

|  | Europejara olcadesorum  |
|  |                         |
|  | Caiuajara dobruskii     |
|  |                         |
|  | Tapejara wellnhoferi    |
|  |                         |
|  | Tupandactylus imperator |
|  |                         |

|  | Eopteranodon lii          |
|  |                           |
|  | "Huaxiapterus" benxiensis |
|  |                           |
|  | "Huaxiapterus" corollatus |
|  |                           |
|  | Sinopterus dongi          |
|  |                           |

|  | Europejara olcadesorum  |
|  |                         |
|  | Caiuajara dobruskii     |
|  |                         |
|  | Tapejara wellnhoferi    |
|  |                         |
|  | Tupandactylus imperator |
|  |                         |

|  | Eopteranodon lii          |
|  |                           |
|  | "Huaxiapterus" benxiensis |
|  |                           |
|  | "Huaxiapterus" corollatus |
|  |                           |
|  | Sinopterus dongi          |
|  |                           |

|  | Europejara olcadesorum  |
|  |                         |
|  | Caiuajara dobruskii     |
|  |                         |
|  | Tapejara wellnhoferi    |
|  |                         |
|  | Tupandactylus imperator |
|  |                         |

|  | Eopteranodon lii          |
|  |                           |
|  | "Huaxiapterus" benxiensis |
|  |                           |
|  | "Huaxiapterus" corollatus |
|  |                           |
|  | Sinopterus dongi          |
|  |                           |

|  | Europejara olcadesorum  |
|  |                         |
|  | Caiuajara dobruskii     |
|  |                         |
|  | Tapejara wellnhoferi    |
|  |                         |
|  | Tupandactylus imperator |
|  |                         |

|  | Thalassodromeus sethi |
|  |                       |
|  | Tupuxuara leonardii   |
|  |                       |

|  | Eopteranodon lii          |
|  |                           |
|  | "Huaxiapterus" benxiensis |
|  |                           |
|  | "Huaxiapterus" corollatus |
|  |                           |
|  | Sinopterus dongi          |
|  |                           |

|  | Europejara olcadesorum  |
|  |                         |
|  | Caiuajara dobruskii     |
|  |                         |
|  | Tapejara wellnhoferi    |
|  |                         |
|  | Tupandactylus imperator |
|  |                         |

|  | Eopteranodon lii          |
|  |                           |
|  | "Huaxiapterus" benxiensis |
|  |                           |
|  | "Huaxiapterus" corollatus |
|  |                           |
|  | Sinopterus dongi          |
|  |                           |

|  | Europejara olcadesorum  |
|  |                         |
|  | Caiuajara dobruskii     |
|  |                         |
|  | Tapejara wellnhoferi    |
|  |                         |
|  | Tupandactylus imperator |
|  |                         |

|  | Eopteranodon lii          |
|  |                           |
|  | "Huaxiapterus" benxiensis |
|  |                           |
|  | "Huaxiapterus" corollatus |
|  |                           |
|  | Sinopterus dongi          |
|  |                           |

|  | Europejara olcadesorum  |
|  |                         |
|  | Caiuajara dobruskii     |
|  |                         |
|  | Tapejara wellnhoferi    |
|  |                         |
|  | Tupandactylus imperator |
|  |                         |

|  | Eopteranodon lii          |
|  |                           |
|  | "Huaxiapterus" benxiensis |
|  |                           |
|  | "Huaxiapterus" corollatus |
|  |                           |
|  | Sinopterus dongi          |
|  |                           |

|  | Europejara olcadesorum  |
|  |                         |
|  | Caiuajara dobruskii     |
|  |                         |
|  | Tapejara wellnhoferi    |
|  |                         |
|  | Tupandactylus imperator |
|  |                         |

|  | Eopteranodon lii          |
|  |                           |
|  | "Huaxiapterus" benxiensis |
|  |                           |
|  | "Huaxiapterus" corollatus |
|  |                           |
|  | Sinopterus dongi          |
|  |                           |

|  | Europejara olcadesorum  |
|  |                         |
|  | Caiuajara dobruskii     |
|  |                         |
|  | Tapejara wellnhoferi    |
|  |                         |
|  | Tupandactylus imperator |
|  |                         |

|  | Eopteranodon lii          |
|  |                           |
|  | "Huaxiapterus" benxiensis |
|  |                           |
|  | "Huaxiapterus" corollatus |
|  |                           |
|  | Sinopterus dongi          |
|  |                           |

|  | Europejara olcadesorum  |
|  |                         |
|  | Caiuajara dobruskii     |
|  |                         |
|  | Tapejara wellnhoferi    |
|  |                         |
|  | Tupandactylus imperator |
|  |                         |

|  | Eopteranodon lii          |
|  |                           |
|  | "Huaxiapterus" benxiensis |
|  |                           |
|  | "Huaxiapterus" corollatus |
|  |                           |
|  | Sinopterus dongi          |
|  |                           |

|  | Europejara olcadesorum  |
|  |                         |
|  | Caiuajara dobruskii     |
|  |                         |
|  | Tapejara wellnhoferi    |
|  |                         |
|  | Tupandactylus imperator |
|  |                         |

|  | Eopteranodon lii          |
|  |                           |
|  | "Huaxiapterus" benxiensis |
|  |                           |
|  | "Huaxiapterus" corollatus |
|  |                           |
|  | Sinopterus dongi          |
|  |                           |

|  | Europejara olcadesorum  |
|  |                         |
|  | Caiuajara dobruskii     |
|  |                         |
|  | Tapejara wellnhoferi    |
|  |                         |
|  | Tupandactylus imperator |
|  |                         |

A seguito della ri-descrizione di alcuni esemplari precedentemente assegnati a Caiuajara al genere Torukjara, nella loro analisi filogenetica, Pêgas (2024) recuperò quest'ultimo come il sister taxon di Caiuajara. Il clade contenente Torukjara e Caiurajara è stato nominato come la nuova sottotribù Caiuajarina. Questi risultati sono visualizzati nel seguente cladogramma:
|             | Tapejara                                                |
|             |                                                         |
| Caiuajarina | \| \| Caiuajara \| \| \| \| \| \| Torukjara \| \| \| \| |
|             | \| \| Caiuajara \| \| \| \| \| \| Torukjara \| \| \| \| |
|             | Caiuajara                                               |
|             |                                                         |
|             | Torukjara                                               |
|             |                                                         |

|  | Caiuajara |
|  |           |
|  | Torukjara |
|  |           |

|             | Tapejara                                                |
|             |                                                         |
| Caiuajarina | \| \| Caiuajara \| \| \| \| \| \| Torukjara \| \| \| \| |
|             | \| \| Caiuajara \| \| \| \| \| \| Torukjara \| \| \| \| |
|             | Caiuajara                                               |
|             |                                                         |
|             | Torukjara                                               |
|             |                                                         |

|  | Caiuajara |
|  |           |
|  | Torukjara |
|  |           |

|             | Tapejara                                                |
|             |                                                         |
| Caiuajarina | \| \| Caiuajara \| \| \| \| \| \| Torukjara \| \| \| \| |
|             | \| \| Caiuajara \| \| \| \| \| \| Torukjara \| \| \| \| |
|             | Caiuajara                                               |
|             |                                                         |
|             | Torukjara                                               |
|             |                                                         |

|  | Caiuajara |
|  |           |
|  | Torukjara |
|  |           |

|             | Tapejara                                                |
|             |                                                         |
| Caiuajarina | \| \| Caiuajara \| \| \| \| \| \| Torukjara \| \| \| \| |
|             | \| \| Caiuajara \| \| \| \| \| \| Torukjara \| \| \| \| |
|             | Caiuajara                                               |
|             |                                                         |
|             | Torukjara                                               |
|             |                                                         |

|  | Caiuajara |
|  |           |
|  | Torukjara |
|  |           |

|             | Tapejara                                                |
|             |                                                         |
| Caiuajarina | \| \| Caiuajara \| \| \| \| \| \| Torukjara \| \| \| \| |
|             | \| \| Caiuajara \| \| \| \| \| \| Torukjara \| \| \| \| |
|             | Caiuajara                                               |
|             |                                                         |
|             | Torukjara                                               |
|             |                                                         |

|  | Caiuajara |
|  |           |
|  | Torukjara |
|  |           |

|             | Tapejara                                                |
|             |                                                         |
| Caiuajarina | \| \| Caiuajara \| \| \| \| \| \| Torukjara \| \| \| \| |
|             | \| \| Caiuajara \| \| \| \| \| \| Torukjara \| \| \| \| |
|             | Caiuajara                                               |
|             |                                                         |
|             | Torukjara                                               |
|             |                                                         |

|  | Caiuajara |
|  |           |
|  | Torukjara |
|  |           |

|             | Tapejara                                                |
|             |                                                         |
| Caiuajarina | \| \| Caiuajara \| \| \| \| \| \| Torukjara \| \| \| \| |
|             | \| \| Caiuajara \| \| \| \| \| \| Torukjara \| \| \| \| |
|             | Caiuajara                                               |
|             |                                                         |
|             | Torukjara                                               |
|             |                                                         |

|  | Caiuajara |
|  |           |
|  | Torukjara |
|  |           |

|             | Tapejara                                                |
|             |                                                         |
| Caiuajarina | \| \| Caiuajara \| \| \| \| \| \| Torukjara \| \| \| \| |
|             | \| \| Caiuajara \| \| \| \| \| \| Torukjara \| \| \| \| |
|             | Caiuajara                                               |
|             |                                                         |
|             | Torukjara                                               |
|             |                                                         |

|  | Caiuajara |
|  |           |
|  | Torukjara |
|  |           |

|             | Tapejara                                                |
|             |                                                         |
| Caiuajarina | \| \| Caiuajara \| \| \| \| \| \| Torukjara \| \| \| \| |
|             | \| \| Caiuajara \| \| \| \| \| \| Torukjara \| \| \| \| |
|             | Caiuajara                                               |
|             |                                                         |
|             | Torukjara                                               |
|             |                                                         |

|  | Caiuajara |
|  |           |
|  | Torukjara |
|  |           |

|             | Tapejara                                                |
|             |                                                         |
| Caiuajarina | \| \| Caiuajara \| \| \| \| \| \| Torukjara \| \| \| \| |
|             | \| \| Caiuajara \| \| \| \| \| \| Torukjara \| \| \| \| |
|             | Caiuajara                                               |
|             |                                                         |
|             | Torukjara                                               |
|             |                                                         |

|  | Caiuajara |
|  |           |
|  | Torukjara |
|  |           |

|             | Tapejara                                                |
|             |                                                         |
| Caiuajarina | \| \| Caiuajara \| \| \| \| \| \| Torukjara \| \| \| \| |
|             | \| \| Caiuajara \| \| \| \| \| \| Torukjara \| \| \| \| |
|             | Caiuajara                                               |
|             |                                                         |
|             | Torukjara                                               |
|             |                                                         |

|  | Caiuajara |
|  |           |
|  | Torukjara |
|  |           |

|             | Tapejara                                                |
|             |                                                         |
| Caiuajarina | \| \| Caiuajara \| \| \| \| \| \| Torukjara \| \| \| \| |
|             | \| \| Caiuajara \| \| \| \| \| \| Torukjara \| \| \| \| |
|             | Caiuajara                                               |
|             |                                                         |
|             | Torukjara                                               |
|             |                                                         |

|  | Caiuajara |
|  |           |
|  | Torukjara |
|  |           |

|             | Tapejara                                                |
|             |                                                         |
| Caiuajarina | \| \| Caiuajara \| \| \| \| \| \| Torukjara \| \| \| \| |
|             | \| \| Caiuajara \| \| \| \| \| \| Torukjara \| \| \| \| |
|             | Caiuajara                                               |
|             |                                                         |
|             | Torukjara                                               |
|             |                                                         |

|  | Caiuajara |
|  |           |
|  | Torukjara |
|  |           |

|             | Tapejara                                                |
|             |                                                         |
| Caiuajarina | \| \| Caiuajara \| \| \| \| \| \| Torukjara \| \| \| \| |
|             | \| \| Caiuajara \| \| \| \| \| \| Torukjara \| \| \| \| |
|             | Caiuajara                                               |
|             |                                                         |
|             | Torukjara                                               |
|             |                                                         |

|  | Caiuajara |
|  |           |
|  | Torukjara |
|  |           |

|             | Tapejara                                                |
|             |                                                         |
| Caiuajarina | \| \| Caiuajara \| \| \| \| \| \| Torukjara \| \| \| \| |
|             | \| \| Caiuajara \| \| \| \| \| \| Torukjara \| \| \| \| |
|             | Caiuajara                                               |
|             |                                                         |
|             | Torukjara                                               |
|             |                                                         |

|  | Caiuajara |
|  |           |
|  | Torukjara |
|  |           |

|             | Tapejara                                                |
|             |                                                         |
| Caiuajarina | \| \| Caiuajara \| \| \| \| \| \| Torukjara \| \| \| \| |
|             | \| \| Caiuajara \| \| \| \| \| \| Torukjara \| \| \| \| |
|             | Caiuajara                                               |
|             |                                                         |
|             | Torukjara                                               |
|             |                                                         |

|  | Caiuajara |
|  |           |
|  | Torukjara |
|  |           |

|             | Tapejara                                                |
|             |                                                         |
| Caiuajarina | \| \| Caiuajara \| \| \| \| \| \| Torukjara \| \| \| \| |
|             | \| \| Caiuajara \| \| \| \| \| \| Torukjara \| \| \| \| |
|             | Caiuajara                                               |
|             |                                                         |
|             | Torukjara                                               |
|             |                                                         |

|  | Caiuajara |
|  |           |
|  | Torukjara |
|  |           |

|             | Tapejara                                                |
|             |                                                         |
| Caiuajarina | \| \| Caiuajara \| \| \| \| \| \| Torukjara \| \| \| \| |
|             | \| \| Caiuajara \| \| \| \| \| \| Torukjara \| \| \| \| |
|             | Caiuajara                                               |
|             |                                                         |
|             | Torukjara                                               |
|             |                                                         |

|  | Caiuajara |
|  |           |
|  | Torukjara |
|  |           |

|             | Tapejara                                                |
|             |                                                         |
| Caiuajarina | \| \| Caiuajara \| \| \| \| \| \| Torukjara \| \| \| \| |
|             | \| \| Caiuajara \| \| \| \| \| \| Torukjara \| \| \| \| |
|             | Caiuajara                                               |
|             |                                                         |
|             | Torukjara                                               |
|             |                                                         |

|  | Caiuajara |
|  |           |
|  | Torukjara |
|  |           |

|             | Tapejara                                                |
|             |                                                         |
| Caiuajarina | \| \| Caiuajara \| \| \| \| \| \| Torukjara \| \| \| \| |
|             | \| \| Caiuajara \| \| \| \| \| \| Torukjara \| \| \| \| |
|             | Caiuajara                                               |
|             |                                                         |
|             | Torukjara                                               |
|             |                                                         |

|  | Caiuajara |
|  |           |
|  | Torukjara |
|  |           |

|             | Tapejara                                                |
|             |                                                         |
| Caiuajarina | \| \| Caiuajara \| \| \| \| \| \| Torukjara \| \| \| \| |
|             | \| \| Caiuajara \| \| \| \| \| \| Torukjara \| \| \| \| |
|             | Caiuajara                                               |
|             |                                                         |
|             | Torukjara                                               |
|             |                                                         |

|  | Caiuajara |
|  |           |
|  | Torukjara |
|  |           |

|             | Tapejara                                                |
|             |                                                         |
| Caiuajarina | \| \| Caiuajara \| \| \| \| \| \| Torukjara \| \| \| \| |
|             | \| \| Caiuajara \| \| \| \| \| \| Torukjara \| \| \| \| |
|             | Caiuajara                                               |
|             |                                                         |
|             | Torukjara                                               |
|             |                                                         |

|  | Caiuajara |
|  |           |
|  | Torukjara |
|  |           |

|             | Tapejara                                                |
|             |                                                         |
| Caiuajarina | \| \| Caiuajara \| \| \| \| \| \| Torukjara \| \| \| \| |
|             | \| \| Caiuajara \| \| \| \| \| \| Torukjara \| \| \| \| |
|             | Caiuajara                                               |
|             |                                                         |
|             | Torukjara                                               |
|             |                                                         |

|  | Caiuajara |
|  |           |
|  | Torukjara |
|  |           |

|             | Tapejara                                                |
|             |                                                         |
| Caiuajarina | \| \| Caiuajara \| \| \| \| \| \| Torukjara \| \| \| \| |
|             | \| \| Caiuajara \| \| \| \| \| \| Torukjara \| \| \| \| |
|             | Caiuajara                                               |
|             |                                                         |
|             | Torukjara                                               |
|             |                                                         |

|  | Caiuajara |
|  |           |
|  | Torukjara |
|  |           |

|             | Tapejara                                                |
|             |                                                         |
| Caiuajarina | \| \| Caiuajara \| \| \| \| \| \| Torukjara \| \| \| \| |
|             | \| \| Caiuajara \| \| \| \| \| \| Torukjara \| \| \| \| |
|             | Caiuajara                                               |
|             |                                                         |
|             | Torukjara                                               |
|             |                                                         |

|  | Caiuajara |
|  |           |
|  | Torukjara |
|  |           |

|             | Tapejara                                                |
|             |                                                         |
| Caiuajarina | \| \| Caiuajara \| \| \| \| \| \| Torukjara \| \| \| \| |
|             | \| \| Caiuajara \| \| \| \| \| \| Torukjara \| \| \| \| |
|             | Caiuajara                                               |
|             |                                                         |
|             | Torukjara                                               |
|             |                                                         |

|  | Caiuajara |
|  |           |
|  | Torukjara |
|  |           |

|             | Tapejara                                                |
|             |                                                         |
| Caiuajarina | \| \| Caiuajara \| \| \| \| \| \| Torukjara \| \| \| \| |
|             | \| \| Caiuajara \| \| \| \| \| \| Torukjara \| \| \| \| |
|             | Caiuajara                                               |
|             |                                                         |
|             | Torukjara                                               |
|             |                                                         |

|  | Caiuajara |
|  |           |
|  | Torukjara |
|  |           |

|             | Tapejara                                                |
|             |                                                         |
| Caiuajarina | \| \| Caiuajara \| \| \| \| \| \| Torukjara \| \| \| \| |
|             | \| \| Caiuajara \| \| \| \| \| \| Torukjara \| \| \| \| |
|             | Caiuajara                                               |
|             |                                                         |
|             | Torukjara                                               |
|             |                                                         |

|  | Caiuajara |
|  |           |
|  | Torukjara |
|  |           |

|             | Tapejara                                                |
|             |                                                         |
| Caiuajarina | \| \| Caiuajara \| \| \| \| \| \| Torukjara \| \| \| \| |
|             | \| \| Caiuajara \| \| \| \| \| \| Torukjara \| \| \| \| |
|             | Caiuajara                                               |
|             |                                                         |
|             | Torukjara                                               |
|             |                                                         |

|  | Caiuajara |
|  |           |
|  | Torukjara |
|  |           |

|             | Tapejara                                                |
|             |                                                         |
| Caiuajarina | \| \| Caiuajara \| \| \| \| \| \| Torukjara \| \| \| \| |
|             | \| \| Caiuajara \| \| \| \| \| \| Torukjara \| \| \| \| |
|             | Caiuajara                                               |
|             |                                                         |
|             | Torukjara                                               |
|             |                                                         |

|  | Caiuajara |
|  |           |
|  | Torukjara |
|  |           |

|             | Tapejara                                                |
|             |                                                         |
| Caiuajarina | \| \| Caiuajara \| \| \| \| \| \| Torukjara \| \| \| \| |
|             | \| \| Caiuajara \| \| \| \| \| \| Torukjara \| \| \| \| |
|             | Caiuajara                                               |
|             |                                                         |
|             | Torukjara                                               |
|             |                                                         |

|  | Caiuajara |
|  |           |
|  | Torukjara |
|  |           |

|             | Tapejara                                                |
|             |                                                         |
| Caiuajarina | \| \| Caiuajara \| \| \| \| \| \| Torukjara \| \| \| \| |
|             | \| \| Caiuajara \| \| \| \| \| \| Torukjara \| \| \| \| |
|             | Caiuajara                                               |
|             |                                                         |
|             | Torukjara                                               |
|             |                                                         |

|  | Caiuajara |
|  |           |
|  | Torukjara |
|  |           |

## Storia della scoperta

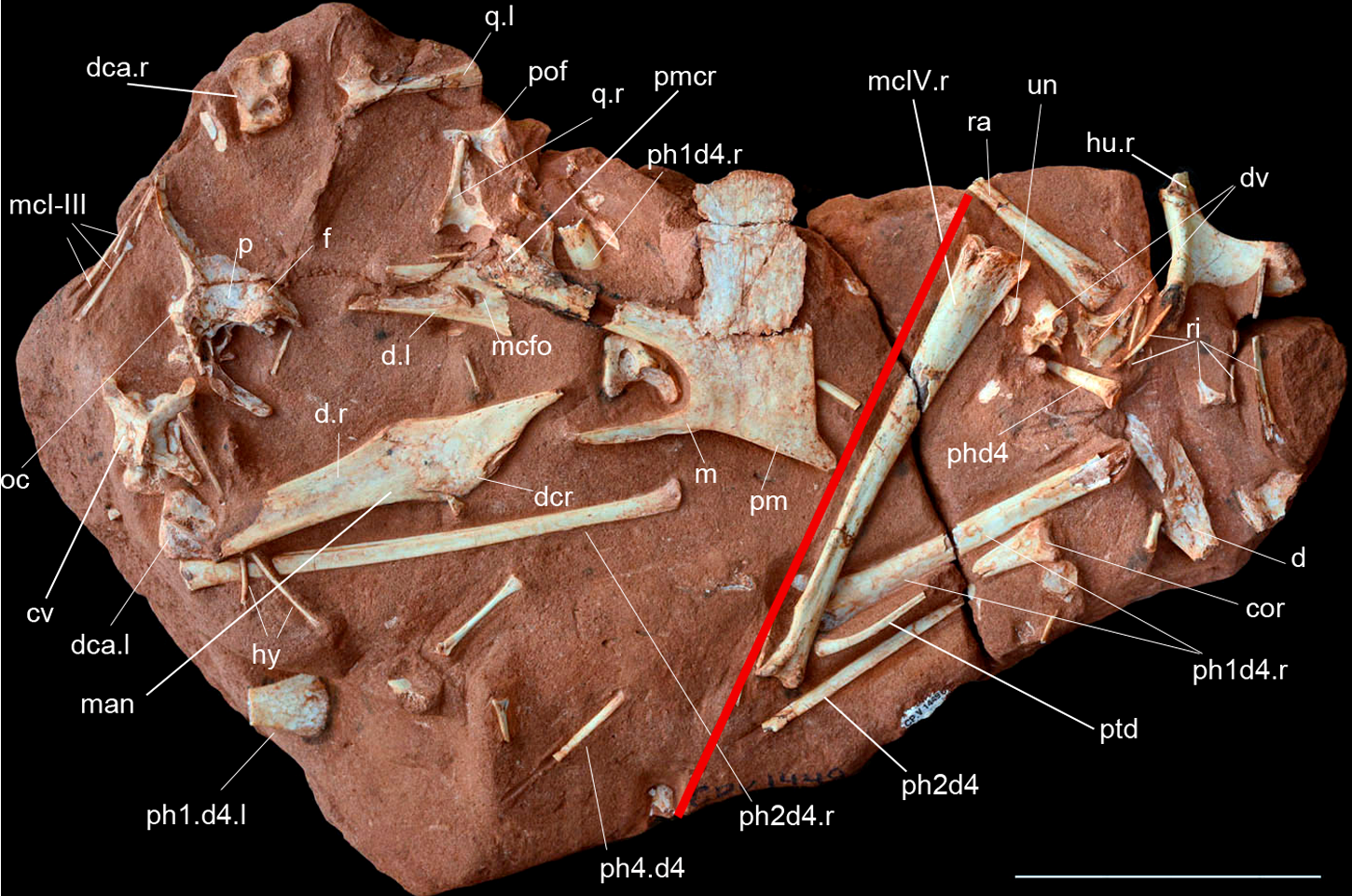
Esemplare olotipo e paratipo, di Caiuajara

Nel 1971, l'operaio Alexandre Dobruski e suo figlio João Gustavo Dobruski ritrovarono fossili di pterosauro in un campo vicino a Cruzeiro do Oeste, nel sud del Brasile, nello stato del Paraná. Nel 2011, i reperti attirarono finalmente l'attenzione dei paleontologi Paulo C. Manzig e Luiz C. Weinschütz.
Solo nel 2014, i paleontologi istituirono la specie tipo Caiuajara dobruskii, nominata e descritta da Paulo Manzig, Alexander Kellner, Luiz Weinschütz, Carlos Fragoso, Cristina Vega, Gilson Guimarães, Luiz Godoy, Antonio Liccardo, João Ricetti e Camila de Moura. Il nome generico, Caiuajara, combina la parola Caiuá Group, luogo della scoperta, con Tapejara, genere affine. Il nome specifico, dobruskii, onora i paleontologi che hanno scoperto l'animale.
L'olotipo, CP.V 1449, è stato ritrovato in uno strato di arenaria della Formazione Goio-Erê, la cui età è incerta; È probabile che la formazione risalga ad un periodo compreso tra il Coniaciano ed il Campaniano, all'incirca 85 milioni di anni fa. L'olotipo si compone di uno scheletro parziale, compreso il cranio, la mandibola, le vertebre del collo ed ossa delle ali. Nello stesso sito sono state rinvenute centinaia di ossa, concentrate in più letti d'ossa, che rappresentano almeno quarantasette esemplari, sebbene sia probabile che ve ne siano molti di più. Nel complesso totale, tutti gli elementi dello scheletro sono presenti. Le ossa sono state conservate tridimensionalmente e non compresse, ma sono solo raramente articolate. Gli individui ritrovati sono perlopiù giovani; gli esemplari adulti sono molto rari, rappresentati da solo da due teschi e tre omeri. Gli esemplari in bono stato sono stati designati a paratipi.

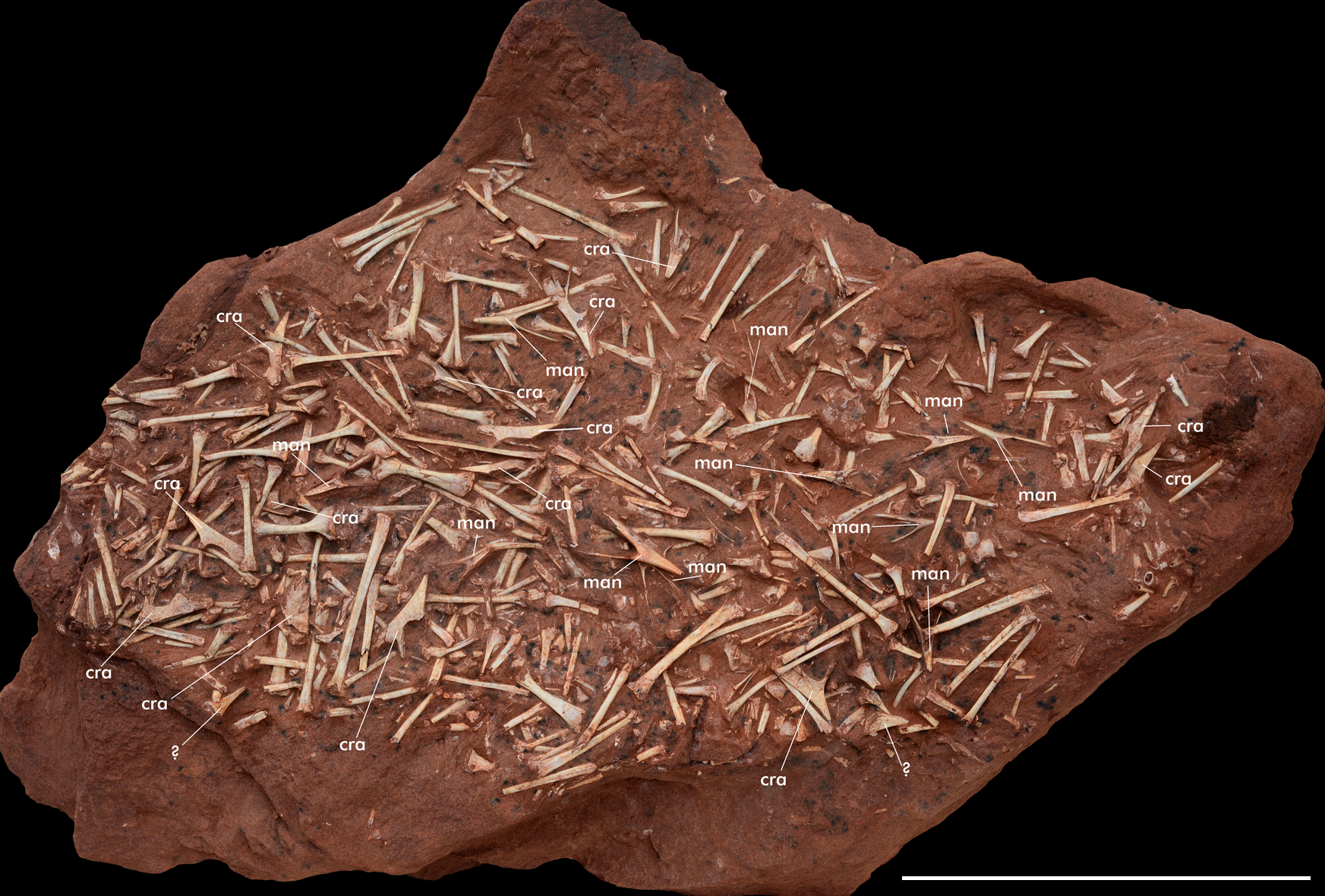
Le centinaia di ossa di Caiuajara, del letto d'ossa

I vari paratipi sono: CP.V 865: un muso, una parte posteriore della mandibola, un giugale sinistro, vertebre, costole e metatarsi; CP.V 867: un muso e le ossa degli arti; CP.V 868: un muso, elementi alari e altri elementi postcranici; CP.V 869: una colonna vertebrale, il braccio destro, un coracoide, lo sterno, falangi alari, costole del ventre ed elementi pelvici; CP.V 870: un cingolo scapolare con gli omeri; CP.V 871: una cintura scapolare destra con elementi del braccio destro; CP.V 872: uno scheletro parziale tra cui il cranio, mandibola, braccio destro, vertebre del collo e degli arti elementi aggiuntivi; CP.V 873: un muso e delle falangi delle dita; CP.V 999: un cranio parziale; CP.V 1001: una lastra con un cranio parziale, la mascella inferiore e un postcrania di almeno tre esemplari; CP.V 1003: un cranio parziale e sinfisi; CP.V 1004: un muso; CP.V 1005: un teschio crestato parziale con la mandibola completa; CP.V 1006: un teschio crestato parziale, manca il muso in combinazione con il postcrania; CP.V 1023: un muso e un postcrania; CP.V 1024: un teschio e postcrania di almeno tre esemplari giovani; CP.V 1025: un femore; CP.V 1026: un femore; CP.V 1450: una lastra contenente almeno quattordici esemplari giovani; CP.V 2003: un teschio con mandibole e gli elementi dell'ala articolate; UEPG / DEGEO / MP-4151: una lastra con due teschi ed un postcrania; e UEPG / DEGEO / MP-4152:. un muso con postcrania.
La maggior parte dei campioni sono parte della collezione del Centro Paleontologico della Universidade do Contestado.

## Paleobiologia

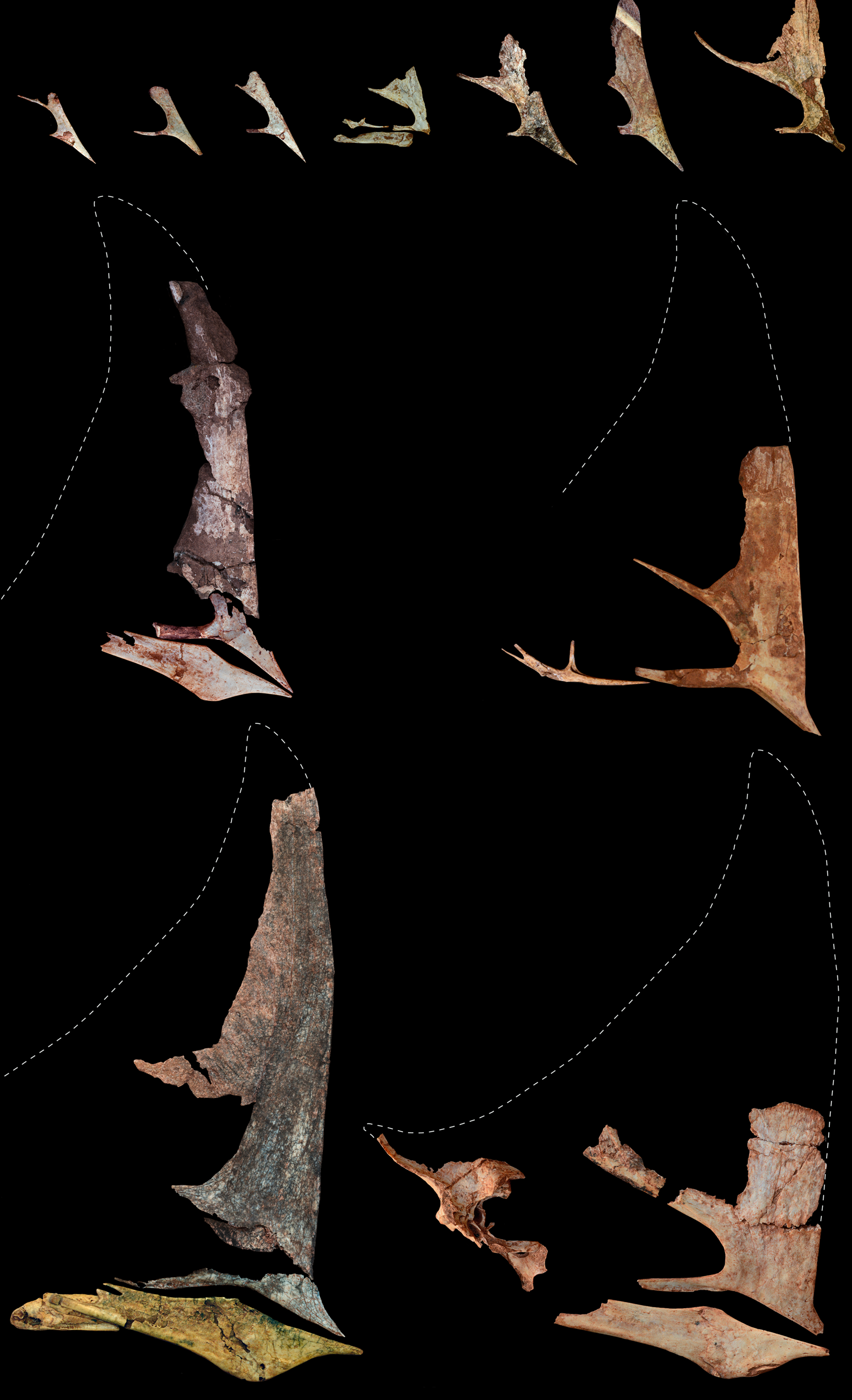
Crani di Caiuajara, in differenti stadi di crescita

L'habitat del Caiuajara era composto da un deserto formato da dune di sabbia. Gli strati in cui sono stati i vari fossili si sono depositati in un lago all'interno del deserto; probabilmente le ossa erano state esposte alla superficie intorno al lago per un po' e sono state parzialmente erose e sepolte dalle tempeste di sabbia, fino ad essere ricoperte completamente. Forse le stesse tempeste hanno causato la morte di tutti questi individui; il fatto che gli animali fossero tutti nello stesso punto potrebbe indicare una siccità in quel periodo. Gli strati della formazione dimostrano che il lago era una tappa fissa per gli pterosauri del luogo, che vivevano sulle sue sponde oppure vi passavano durante le migrazioni regolari nell'entroterra. Non sono state ritrovate piante fossili (i tapejaridi sono a volte considerati frugivori) pertanto non si conosce la diretta fonte di cibo di questi animali. Allo stesso modo, non vi è alcuna traccia di resti di invertebrati. Tuttavia nel 2015, nella stessa zona è stato ritrovato il fossile di un'iguana chiamata Gueragama. In particolare il fossile di Gueragama erano associati ai diversi scheletri di Caiuajara. Se l'alimentazione della Gueragama fosse simile a quella della moderna iguana verde, l'animale si sarebbe nutrito prevalentemente di vegetazione, integrando nella sua dieta insetti e, forse, anche uova degli stessi Caiuajara. Nel 2019, dallo stesso letto d'ossa sono stati descritti e nominati altri due taxon: i teropodi noasauridi Vespersaurus e Berthasaura, e lo pterosauro tapejaromorpho Keresdrakon.

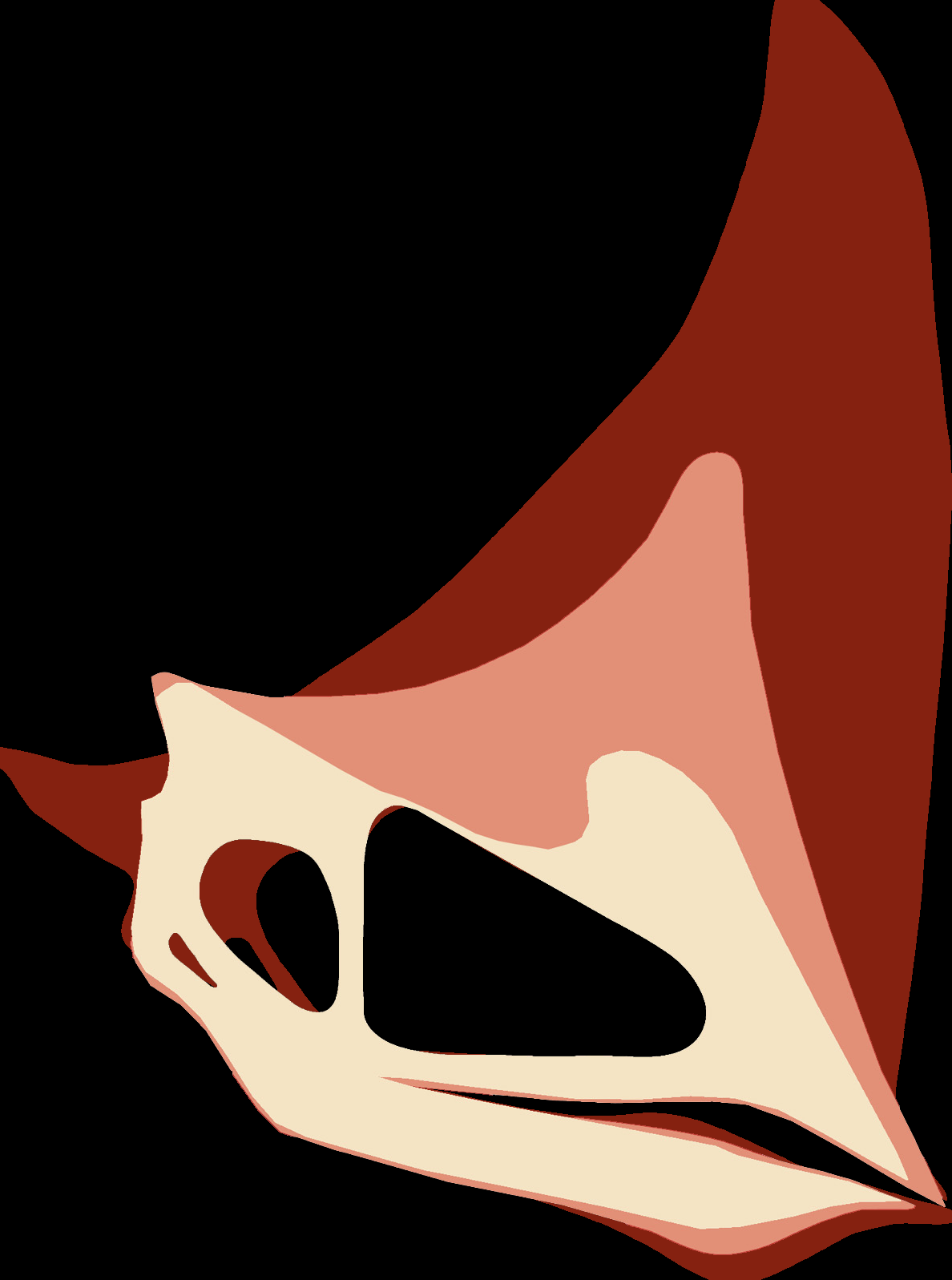
Ricostruzione delle forme cranio dai giovani (in colore luminoso) agli adulti (in colore più scuro)

Le grandi concentrazioni fossili, negli pterosauri sono molto rare e l'unica eguagliabile a quello di Caiuajara è il letto d'ossa argentino di Pterodaustro, che come Caiuajara fa supporre l'ipotesi che almeno alcuni tipi di pterosauri fossero gregari e/o che nidificassero in colonie. I numerosi esemplari hanno anche permesso di determinare l'ontogenesi della specie. Questa è la prima una sequenza ontogenetica per degli pterosauri di cui si sa per certo rappresentino la stessa specie. L'età degli esemplari può essere determinato non solo dalla dimensione, ma anche dal grado di ossificazione, in particolare dello sterno, delle ossa lunghe e del polso, oltre che dalla fusione della scapola e della coracoide in una scapulocoracoide. È dimostrato che gli individui giovani, gli esemplari più piccoli, che hanno un'apertura alare di circa 65 centimetri, in generale aveva le stesse proporzioni adulti. Particolarmente importante è che i loro omeri non sono proporzionalmente più piccoli e le loro creste deltopettorale omerali, gli attacchi dei principali dei muscoli del volo, non sono meno sviluppati, raggiungendo una dimensione da 38% a 40% della lunghezza dell'albero omerale. Questo suggerisce che i cuccioli fossero precoci, intuendo che fossero in grado di camminare e volare a pochissimo tempo dalla nascita, per cui le cure parentali dei genitori erano molto limitate se non addirittura assenti. È probabile che questo comportamento fosse comune in tutti gli pterosauri. Tuttavia la cresta cranica cambiava drasticamente durante la crescita. Durante lo sviluppo la cresta diventava più alta e inclinata all'indietro, da circa 115°-90°. Sebbene il muso divenisse più spesso con l'età manteneva l'inclinazione verso il basso. Sul retro del cranio vi era un'ulteriore proiezione ossea verso l'esterno che fungeva da aggancio alla cresta. Nessun esemplare fossile era sprovvisto di cresta cranica, pertanto il Caiuajara non aveva segni evidenti di dimorfismo sessuale, indicando che forse tutti gli pterosauri non possedevano differenze tra i sessi.